# 伊恩·麥奈爾
伊恩·麥奈爾（英語：Ian Wallace McNair，1933年10月23日—2007年10月30日），澳大利亞市場研究商業家，其父親比爾·麥奈爾也是市場研究工作者 。
伊恩在1933年出生，父親曾在JWT工作，其後取得家樂氏廣告合約。
1950年畢業於悉尼大學經濟學，之後1953年曾在入職McNair Survey Pty Ltd多過範疇工作，1980年把McNair Anderson出售予AGB Research，其收購香港AGB McNair Hong Kong Ltd。